# ストックティッカー

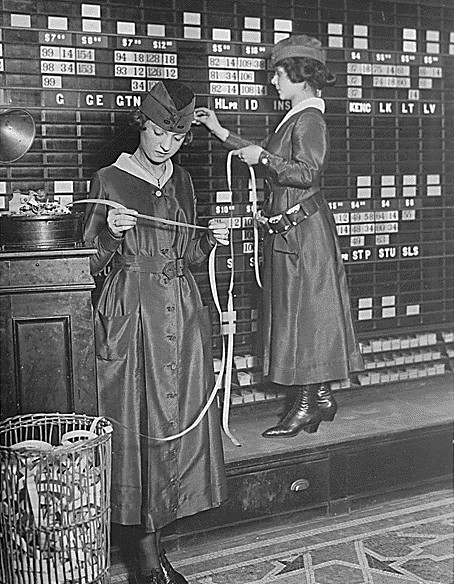
ティッカーテープを確認する女性（1918年）

ストックティッカー（英語: stock ticker）とは、1870年から1970年ごろまで使用されていた、電信線を介して株価情報を送受信する、最も初期の通信媒体である。ストックティッカーで受信した情報をティッカーテープ (ticker tape) と呼ばれる紙テープに印字していた。送信される情報は、ティッカーシンボルと呼ばれる銘柄を表すアルファベットの後に、株式の取引価格と取引量の数値が続く。「ティッカー」という言葉は、印字する際に機械が発する音の擬音語に由来するものである。
株価情報の送信にはテレビやコンピュータが使用されるのが一般的となったことから、ストックティッカーの使用は1960年代に廃止された。しかし、ストックティッカーのように株価情報を流し続けるというコンセプトは、証券会社の壁の電光掲示板や金融関係のテレビ番組の字幕などで今日でも見られる。
ストックティッカーによる株価情報の送信は、1867年にアメリカ電信会社（現 ウエスタンユニオン）の従業員だったエドワード・A・キャラハンによって発明された。

## 歴史
印刷電信機はロイヤル・アール・ハウスが1846年に最初に発明した。しかし、初期のモデルは壊れやすく、手回しで電気を起こす必要があり、送信者と受信者の間で頻繁に同期がとれなくなるなどの欠点があり、あまり普及しなかった。デイビッド・エドワード・ヒューズが1856年にぜんまい仕掛けを使用して改良し、ジョージ・メイ・フェルプスが1858年に再同期システムを考案したことで、ハウスの印刷電信機は商業用途に利用可能となった。印刷電信機を使用したティッカーシステムは、1863年にエドワード・A・キャラハンが発明した。彼は1867年11月15日にニューヨーク市でこの装置を発表した。ストックティッカーは、初の、電信線を介して長距離にわたって株価を伝えるための機械的手段となった。初期のストックティッカーは、メッセージを伝達する媒体としてモールス符号を使用していた。1869年にトーマス・エジソンが開発した最初の実用的なストックティッカーであるユニバーサル・ストックティッカーは、毎秒約1文字の速度で英数字を送信していた。
それ以前は、株式の売買の情報（クォート）は書面や口頭で伝えられていた。 個々のクォートの有用期間は非常に短いため、一般的に長距離には送信されなかった。その代わりに、通常1日の間の集計された要約が送信された。ストックティッカーにより長距離に高速にクォートが伝達できるようになったことで、より迅速で正確な取引が可能になった。ストックティッカーで常に取引の情報が継続して流れるようになったことで、取引による株価の変動がリアルタイムに起こるようになった。

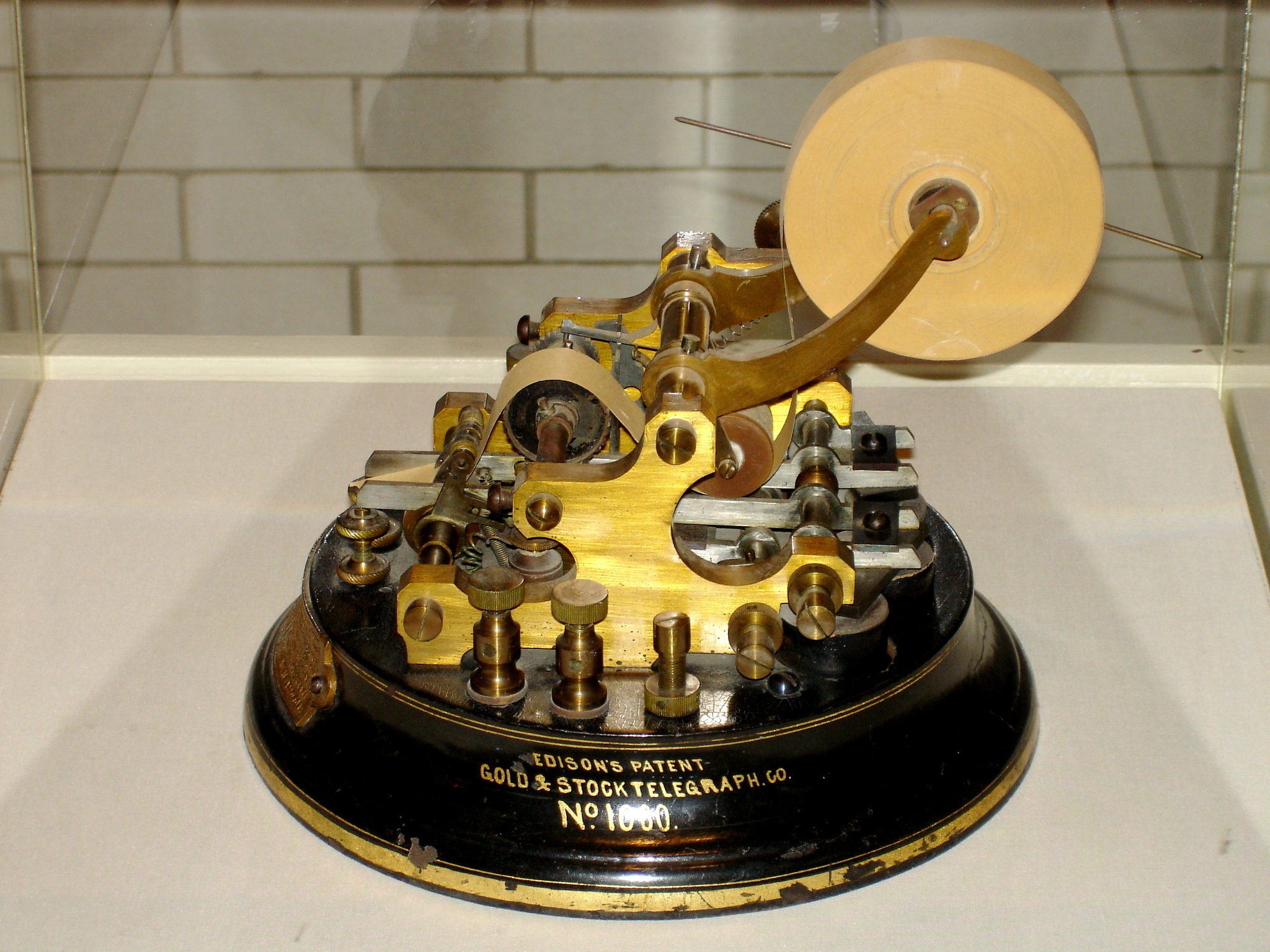
エジソンのストックティッカー

1880年代までに、ニューヨークの銀行家やブローカーのオフィスには約1,000台のストックティッカーが設置された。1890年、株価と取引量の報告の正確性を確保するために、全てのティッカー会社を合併してニューヨーククォーテーション社が設立された。

## 技術

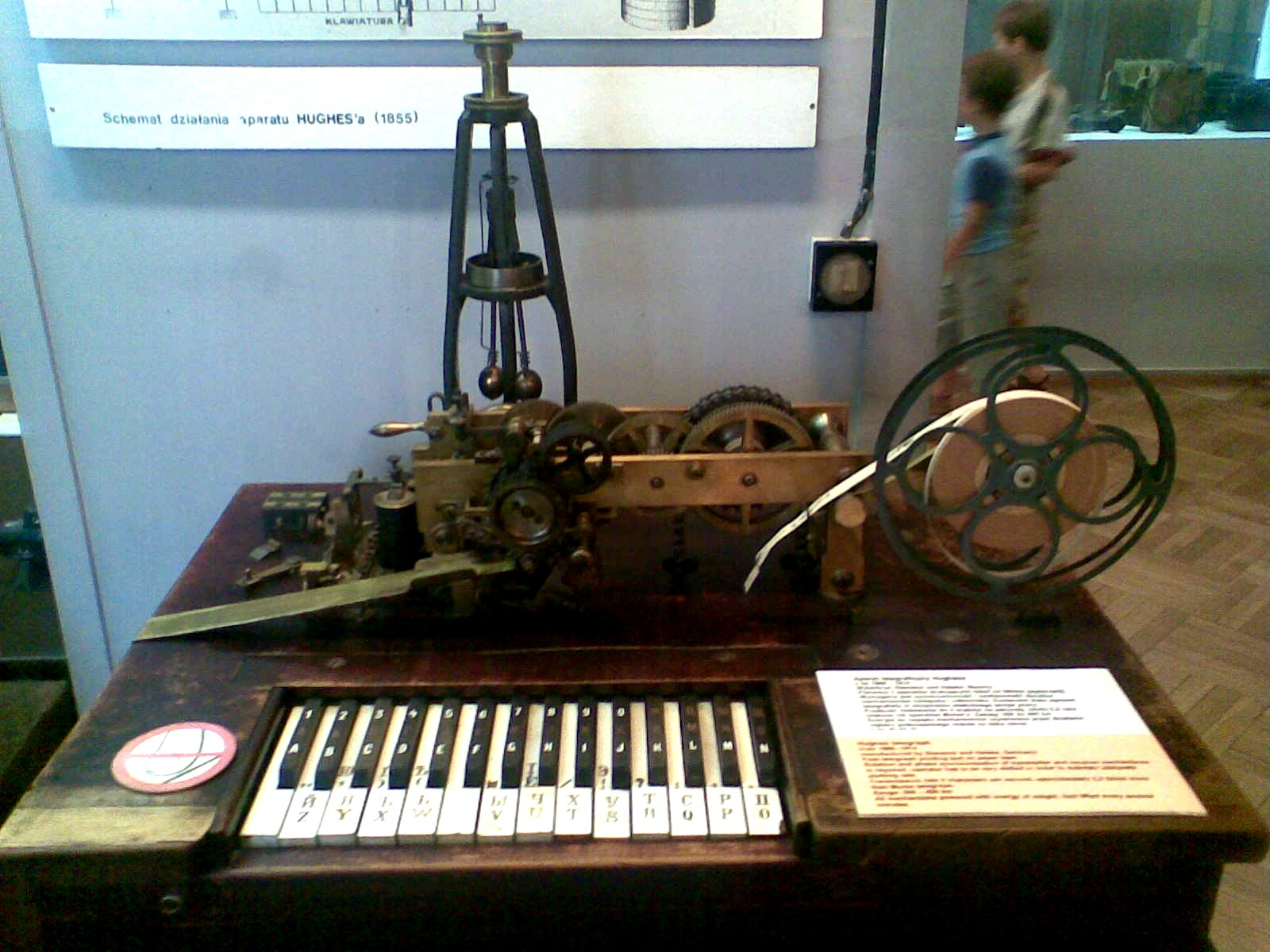
ヒューズテレグラフ社（1866年 - 1914年）の送信用キーボード。電信線を介してテキストを送信し、紙テープに文字として印刷する。ドイツのジーメンス・ウント・ハルスケが製造。送信範囲：300〜400 km

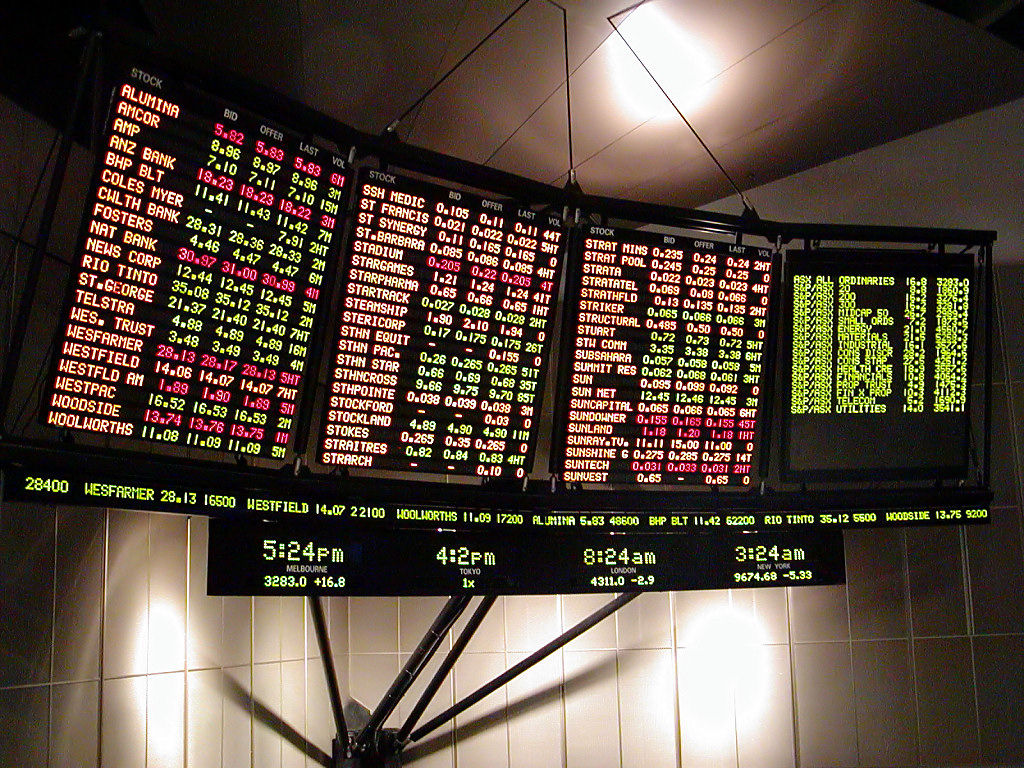
株価表示装置の下に、ストックティッカーのように株価情報を表示する電光掲示板がある。

ストックティッカーは、電信線を介して印刷装置にテキストを送信する最初の装置の一つであり、現代のコンピュータのプリンタの祖先である。受信に習熟が必要なモールス符号ではなく、そのまま読むことができる文字で出力される、当時発明されたばかりの電信機の技術を使用した。送信側にはストックティッカー用に設計された特殊なタイプライターが接続され、タイプライターで入力した文字が、受信側のストックティッカーに印字された。
ストックティッカーが印字する情報は、ティッカーシンボルと呼ばれるアルファベット（会社名の略称の事が多い）の後に、その会社の株式の価格に関する簡単な情報が続く。印刷された紙テープはティッカーテープと呼ばれた。「ティッカー」とは、印字中に装置が発する「カチカチ」という音の英語における擬音語 (tick) に由来する。
電信線から送られるパルスによって文字盤が1文字ずつ回転し、印字したい文字の箇所に到達するまでパルスが送られる。典型的な32文字の文字盤では、1文字を送信するのに平均で15回のパルスを送る（文字盤を回転させる）必要があり、その結果、毎秒1文字という非常に遅い送信速度となった。送信側のキーボードはピアノの鍵盤のような見た目をしており、黒鍵がアルファベット、白鍵が数字に対応し、それぞれ受信側のストックティッカーの2つの文字盤に対応していた。
1930年代には、より新しく効率的なストックティッカーが利用可能となったが、それでも情報の送信に15〜20分の遅れが生じた。ストックティッカーは1960年代に廃止され、コンピュータネットワークに置き換えられた。それ以降、実用のために製造されたものは存在しないが、美術館やコレクター向けに複製が製造されたことはある。
ストックティッカーに因んで名前が付けられた「ニュースティッカー」は、今日でも、テレビのニュースチャンネルや、一部のウェブサイトで見ることができる。また、証券会社の壁などに、ストックティッカーを模した電光掲示板が設置されている。その中でもっとも有名なものは、ニューヨーク市のタイムズスクエアにある超高層ビル・ワン・タイムズスクエアに設置されたものである。

## その他の使用法
野球のリーグ全体の試合結果をストックティッカーで送信して、球場のスコアボードに手動で表示する方式が初期に使用されていた。現在ではコンピュータと電子スコアボードに置き換えられている。

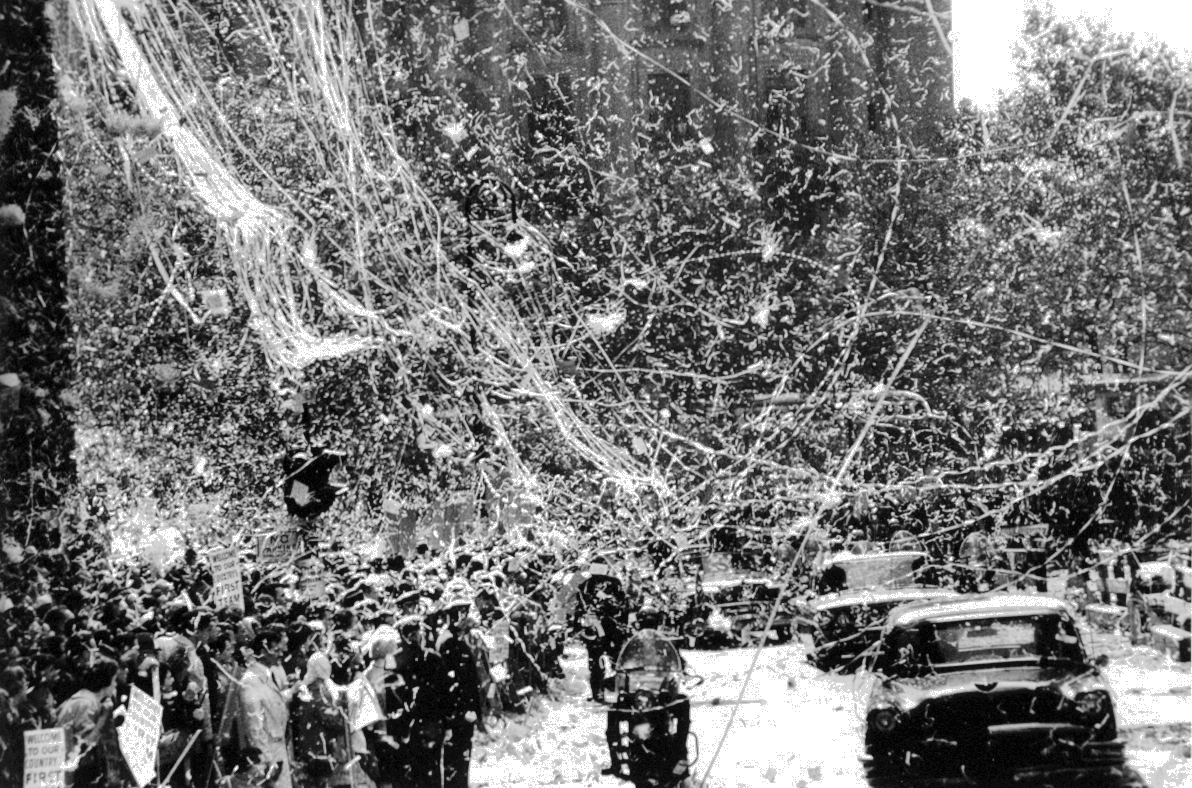
1960年に大統領候補リチャード・ニクソンのために行われたティッカー・テープ・パレード。白く長く伸びているものはティッカーテープをそのまま投げたものである。

使用済みのティッカーテープは、パレードの際に細かく切ったものを窓から投げて紙吹雪として使用されたり、そのまま投げたりした。これはティッカー・テープ・パレードとして知られるようになった。